# 勤行 (浄土真宗本願寺派)
浄土真宗本願寺派（西本願寺）における勤行（ごんぎょう）について、『法要儀式規定』には次のように記されている。
法要とは、仏祖を礼拝供養し、経典を読誦し、仏徳を讃嘆して、報恩の至誠を表す行事をいう。
すなわち、勤行（経典の読誦）とは阿弥陀如来や祖師（親鸞）を拝み、阿弥陀如来の徳を讃え、報恩の行いである。
自らの功徳を積むため勤めたり、祖先の霊に向けて勤めたりするものではない。

## 日常勤行
日常勤行は朝夕に仏前でつとめられる。
法式規範において一般寺院は正信偈と定められているが、各家庭では『無量寿経』から讃仏偈や重誓偈などをつとめる場合もある。

### 一般寺院
- 晨朝（正信偈草譜、念仏・和讃六首引、回向、御文章拝読）
- 日没（正信偈草譜、短念仏、回向）

### 各家庭
- 勤行
  - 正信偈・和讃
  - 讃仏偈
  - 重誓偈
  - 十二礼
  - 意訳勤行
  - 和訳正信偈
- 拝読
  - 御文章
  - 拝読用法語
  - まことのことば
  - 拝読 浄土真宗のみ教え
- 唱和
  - 領解文
  - 浄土真宗の生活信条
  - 仏教讃歌

## その他の場面
親鸞などの月命日には正信偈行譜など、より丁寧につとめられる。

## 本山本願寺
阿弥陀堂と御影堂の両堂があるため、日常勤行は阿弥陀堂と御影堂で続けて行われる。晨朝は基本6時から7時頃にかけて、日没は基本16時から15分程度である。特に日没勤行は非常に速く読経されるが、これは石山合戦の名残と伝わる。
- 晨朝
  - 阿弥陀堂（讃仏偈、短念仏、回向）
  - 御影堂（正信偈草譜、念仏和讃六首引、回向、法話、御文章拝読）
- 日没
  - 阿弥陀堂（重誓偈、短念仏、回向）
  - 御影堂（正信偈草譜、短念仏、回向）

## 作法
法要や特別な日には作法（さほう）という勤行が行われる。また、同じ名称でも種別があり、となえられる内容に多少の違いがある。
以下は現行の主な作法を列挙する。

### 正信偈を基本とした作法
- 広文類作法
- 正信念仏偈作法
- 奉讃大師作法
- 宗祖讃仰作法（第三種）
- 新制御本典作法

### 親鸞のその他の著作を基本とした作法
- 大師影供作法
- 二門偈作法
- 御本典作法
- 宗祖讃仰作法（第一種・第二種）

### 経文を基本とした作法
- 修正会作法
- 無量寿経作法
- 観無量寿経作法
- 阿弥陀経作法

### その他の作法
- 報恩講作法
- 讃仏講作法
- 五会念仏作法
- 十二礼作法
- 無量寿会作法 - 本願寺派に唯一残る論議形式。

## 葬送儀礼
僧侶や寺族、門信徒の違いなく、葬送儀礼における勤行は以下の通り。また、生前に帰敬式等で本願寺から法名を授与されていない場合には所属寺院より剃髪式を執行し法名が授与される。
- 臨終勤行 - 阿弥陀経・念仏・和讃二首・回向、御文章（末代無智章または信心獲得章）。いわゆる枕経。
- 納棺勤行 - 往覲偈・短念仏・回向
- 通夜勤行 - 阿弥陀経・念仏・和讃二首・回向または正信念仏偈（行譜）和讃六首引、御文章（大聖世尊章）
- 出棺勤行 - 帰三宝偈・短念仏・回向句。葬場勤行の前に出棺勤行が勤められる。古来、通夜と葬儀の会場が異なっており、自宅での通夜が明けてから葬儀会場へ出棺していたことに由来する。
- 葬場勤行 - 三奉請・表白・正信念仏偈・短念仏・念仏・和讃二首・回向。このときの正信偈と念仏・和讃二首・回向は昭和の改譜以前の旋律であり、現在では葬儀のときにしか勤められないものである。
- 路念仏 - 地域によっては独特の節回しの念仏を称えながら移動する。
- 火屋勤行 - 重誓偈・短念仏・回向。火葬場についたときに炉前での読経。
- 拾骨勤行 - 讃仏偈・短念仏・回向。荼毘に附したあと、遺骨を壺に拾い納めるときにつとめる読経。
- 還骨勤行 - 阿弥陀経・念仏・和讃二首・回向、御文章（白骨章）。遺骨を自宅の中陰壇に安置するときの読経。
- 中陰法要 - 阿弥陀経・念仏・和讃二首・回向。初七日から七七日（四十九日・満中陰）まで命日を含む7日目毎に行われる法要。また、命日から1か月後には初命日法要が勤められる。
- 以降月命日、百箇日、一周忌、三回忌…と年回法要が行われる。